# スウィート・シンフォニー
『スウィート・シンフォニー』（原題：飛一般愛情小説、英語題：Love is not a Game, But a Joke）は、1997年に制作された香港映画。3組の男女の恋愛を描く青春映画である。日本では劇場未公開で、2006年1月6日にDVDが発売された。

## ストーリー
バンクーバーの大学生ヤウヘイ、エディ、レスリーの3人は、恋をしたカレンという女性を追いかけて香港に戻ってくる。最初にカレンを見つけた者が告白するはずだった。だがポールは婦人警官のライサン、エディはバス運転手のサブリナ、レスリーは家出した少女とそれぞれ出会い、彼女たちに惹かれていく。

## キャスト
- ヤウヘイ：アンディ・ホイ
- エディ：ジャン・ラム
- レスリー：ウォレス・チョン
- ライサン：スー・チー
- 家出少女：テレサ・リー
- サブリナ：クリスティーン・ン

## スタッフ
- 監督・脚本：イップ・カムハン
- プロデューサー：スタンリー・クワン
- 撮影：ジングル・マ